# Jędrzychówek
Jędrzychówek est une localité polonaise de la gmina de Przemków, située dans le powiat de Polkowice en voïvodie de Basse-Silésie.